# Monticola imerina
Monticola imerina é uma espécie de ave da família Muscicapidae.
É endémica de Madagáscar.
Os seus habitats naturais são: savanas áridas e matagal árido tropical ou subtropical.